# Кумарины
Кумари́ны — класс природных органических соединений, представляющих собой ненасыщенные ароматические лактоны, в основе которых лежит 5,6-бензо-α-пирон (кумарин) — лактон цис-орто-оксикоричной кислоты.

## Классификация
По строению ароматического ядра и наличию заместителей среди кумаринов выделяют:
- Простейшие кумарины — кумарин, дигидрокумарин, их гликозиды.
- Окси-, алкокси, метилендиоксикумарины — с заместителями в бензольном кольце (умбеллиферон, эскулетин) и в пироновом кольце (феруленол).
- Фуранокумарины (фурокумарины):
  - производные псоралена, фурановое ядро которых сконденсировано с кумарином в 6,7-положении;
  - производные ангелицина — фурановое ядро сконденсировано с кумарином в 7,8-положении.
- Пиранокумарины — содержат пирановое ядро, сконденсированное с кумарином в 5,6-, 6,7- или 7,8-положении; могут иметь заместители в пирановом, бензольном или пироновом кольце (виснадин, дигидросамидин).
- 3,4-бензокумарины (эллаговая кислота).
- Кумарины, содержащие систему бензофурана, сконденсированную с кумарином в 3,4-положении (куместрол).

- Эскулетин
- Бергаптен (представитель фуранокумаринов)
- Сеселин (представитель пиранокумаринов)
- Эллаговая кислота
- Куместрол

## Свойства
Кристаллические вещества, бесцветные или слегка желтоватые, хорошо растворимы в органических растворителях, малорастворимы в воде. Легко растворяются в водных растворах щелочей с разрывом лактонного кольца и образованием солей оксикоричной кислоты.
Имеют голубую, синюю, фиолетовую, зелёную, жёлтую флуоресценцию в зависимости от структуры.

## Распространение
Достаточно часто встречаются в высших растениях, незначительно представлены у папоротникообразных и голосеменных, совсем не обнаружены в водорослях, довольно редки у грибов и лишайников. Среди покрытосеменных большое число кумаринсодержащих растений относится к семействам зонтичных, рутовых, бобовых, камнеломковых и др. У растений локализуются преимущественно в корнях, коре и плодах, в меньшей степени в стеблях и листьях. В одном растении часто может содержаться 5-10 различных кумаринов. Большинство этих веществ обнаружено в природе в свободном состоянии, лишь небольшое число их — в виде гликозидов.
Биосинтез осуществляется из ароматических аминокислот (фенилаланина, тирозина) через ряд фенолокислот (коричную, кумаровую, п-кумаровую, кофейную, феруловую).

## Биологическое действие
У растений выполняют функции ингибиторов роста, ускорителей прорастания семян, защитных веществ при заболеваниях растений, вызванных патогенными организмами.
Обладают разносторонней фармакологической активностью, проявляют спазмолитическое, фотосенсибилизирующее, противоопухолевое, антикоагулянтное и другие виды действия. Например, растение ясенец содержит фотосенсибилизирующие фуранокумарины, вызывающие сильнейшие ожоги. 4-бензокумарин брацилин же способен защищать фибробласты кожи от повреждающего ультрафиолета нейтрализацией активных форм кислорода благодаря подавлению активности сигнального пути, который регулируется ядерным фактором NF-кВ.
За счёт противосворачивающей активности некоторые из этих соединений (дикумарин) могут оказывать токсическое действие, вызывая кровотечения. Аценокумарол используется в медицине как антикоагулянт, ингибирующий витамин-К-эпоксидредуктазу, участвующую в образовании витамина К из предшественников, что ведет к снижению концентрации протромбина, необходимого для свертывания крови.
Каланолиды А и В являются ингибиторами обратной транскриптазы, используются для терапии вируса иммунодефицита человека HIV-1.